# Moto G
Moto G是摩托羅拉移動開發和製造的Android智能手機。在2013年11月13日發布。
最初的Moto G不支持LTE。 2014年5月13日，摩托羅拉推出了手機的更新版本Moto G LTE，該手機增加了LTE支持，陀螺儀和MicroSD卡插槽，可兼容高達32 GB 。到2015年1月，Android Lollipop 5.0.2 OTA更新開始推出，2015年9月，5.1版在印度推出。截至2015年3月，摩托羅拉一直在慢慢升級手機。摩托羅拉於2015年4月2日開始發布Google Play版5.1版更新。在英國，5.1更新於2015年6月12日開始。

## 外部連結
- Moto X 摩托羅拉移动美國官方網站
- Moto X video YouTube（页面存档备份，存于）